# Yonne (IGP)
Cet article concerne un vin. Pour le territoire, voir Yonne (département). Pour le cours d'eau, voir Yonne (rivière).
L'yonne est un vin d'indication géographique protégée départemental (il y a des IGP régionales, des IGP départementales et des IGP de zone) qui peut être produit sur tout le département de l'Yonne, c'est-à-dire sur le vignoble de la Basse-Bourgogne.
Sont autorisés sous ce nom la production de vins blancs, rosés et rouges, ainsi que mousseux rosés et blancs ; dans la pratique, la production est très faible, l'essentiel concernant des vins tranquilles blancs et rouges.

## Historique
Le vignoble de la Basse-Bourgogne participait à l'approvisionnement en vin de Paris, de la Normandie et de la Picardie aux époques médiévale et moderne : la production descendait en barriques par voie fluviale, l'Yonne rejoignant la Seine à Montereau. Les 40 000 hectares de vignes de l'Yonne au XIXe siècle sont ravagées à la fin du siècle par le phylloxéra, puis le vignoble n'est que partiellement replanté, car les vins du Midi (plus alcoolisés et sucrés) arrivant par wagon-foudre font désormais concurrence.
La création des appellations à partir des années 1930 impose des limites notamment en termes d'aire de production, de cépages, de rendement et de vinification : la production en-dehors de cet encadrement n'a droit qu'au nom générique de « vin de table » (les actuels VSIG). Pour valoriser cette production, tout en lui conservant de la liberté, le « vin de pays de l'Yonne » est officiellement reconnu par le décret du 13 septembre 1968 ; en 2009, il devient l'IGP yonne. Le cahier des charges a été modifié en octobre 2011.

## Vignoble

### Aire de production
L'IGP yonne peut être produit sur tout le département homonyme, soit sur un total de 423 communes.
Dans la pratique, la surface consacrée à ce vin est très réduite. En 2023, sur les 8 365 hectares de vignes déclarés en production sur le département :
- seulement 30 ha sont en IGP ;
- 8 294 ha sont en AOC, sous différentes appellations[7] : crémant de Bourgogne, les différentes appellations du vignoble de Chablis (petit-chablis, chablis et chablis grand cru), l'appellation régionale bourgogne avec dénomination géographique complémentaire (côte d'Auxerre, chitry, coulanges-la-vineuse, côte saint-jacques, épineuil et tonnerre), l'irancy , le vézelay et le saint-bris ;
- et 41 ha en VSIG (vin de France)[2].

Il n'y aurait qu'une dizaine de producteurs, notamment à Paron, à La Celle-Saint-Cyr, à Treigny et à Champvallon.

### Encépagement
Si les cépages autorisés pour produire l'yonne sont plus nombreux que pour les vignobles d'AOC du département (qui sont souvent en monocépage), la liste est assez limitée pour une IGP : 
- pour les vins rouges, le césar N[4], le gamay N, le pinot noir N et le tressot N ;
- pour les vins rosés, uniquement du pinot noir N ;
- pour les vins blancs, de l'aligoté B, du chardonnay B, du pinot blanc B, du pinot gris G et du sauvignon blanc B[6].

Il n'y a pas de contrainte relative à l'assemblage des cépages.

### Rendements
Le cahier des charges autorise de monter le rendement viticole jusqu'à un maximum de 110 hectolitres par hectare pour les vins rouges, rosés et blancs.
Selon les Douanes, la superficie et la production déclarées ont été de :
- en blanc :

| Année | Superficie (ha) | Production (hl) | Rendement (hl/ha) |
| ----- | --------------- | --------------- | ----------------- |
| 2018  | 1,23            | 75,3            | 61                |
| 2019  | 1,41            | 48,1            | 34                |
| 2020  | 5,03            | 119,5           | 24                |
| 2021  | 3,49            | 26,5            | 8                 |
| 2022  | 8,25            | 218,48          | 26                |
| 2023  | 10,49           | 652,59          | 62                |
| 2024  | 12,5            | 233,36          | 19                |

- en rouge :

| Année | Superficie (ha) | Production (hl) | Rendement (hl/ha) |
| ----- | --------------- | --------------- | ----------------- |
| 2018  | 2,09            | 123             | 58                |
| 2019  | 4,22            | 148,1           | 35                |
| 2020  | 4,52            | 171,24          | 38                |
| 2021  | 2,58            | 46              | 18                |
| 2022  | 5,16            | 158,17          | 31                |
| 2023  | 6,55            | 305,64          | 47                |
| 2024  | 7,18            | 46,5            | 6                 |

La production vinicole de l'Yonne est sensible aux aléas climatiques, ce qui explique la variabilité des rendements, particulièrement en 2024,,,.
La production en rosé et en mousseux reste anecdotique.

## Vins
Selon le cahier des charges, l'indication géographique protégée yonne peut être complétée par le nom d'un ou de plusieurs cépages, ainsi que par les mentions « primeur » ou « nouveau ».
La production d'IGP yonne mousseux doit se faire avec une seconde fermentation alcoolique en bouteille : c'est la « méthode traditionnelle », celle utilisée pour produire le champagne.